# IPT-2 Aratinga
Die IPT-2 Aratinga war ein Segelflugzeug des brasilianischen Instituto de Pesquisas Tecnologicas (IPT).

## Geschichte
In den frühen 1940er Jahren führte die Abteilung für Holzforschung des Instituto de Pesquisas Tecnologicas intensive Untersuchungen über die Verwendung von einheimischen Hölzern im Flugzeugbau durch. Die Ergebnisse waren so vielversprechend, dass man beschloss, eine eigene Luftfahrtabteilung zu gründen. Deren erster Leiter war Frede Abranches Brotero, der ein Team junger Ingenieure um sich versammelte. Mit der Entwicklung eines neuen Segelflugzeugs für Fortgeschrittene wurde Silvio de Oliveira beauftragt, der sich für eine Überarbeitung der bereits in Brasilien verwendeten Grunau Baby entschied. Der einzige Prototyp flog erstmals im Jahr 1942. Später wurde die Maschine an José Carlos de Barros Neiva übergeben, der daraus ein erfolgreiches Segelflugzeug, die Neiva B Monitor, entwickelte.

## Konstruktion
Die IPT-2 Aratinga war als abgestrebter Schulterdecker mit konventionellem Leitwerk und geschlossenem einsitzigen Cockpit ausgelegt. Eine Gleitkufe befand sich unter dem Rumpf. Die Maschine war eine Holzkonstruktion aus einheimischen Hölzern, wobei der Rumpf zum Teil mit Sperrholz beplankt und zum Teil mit Stoff bespannt war. Die Tragflächen waren vollständig mit Stoff bespannt.

## Technische Daten
| Kenngröße              | Daten    |
| ---------------------- | -------- |
| Besatzung              | 1        |
| Länge                  | 5,52 m   |
| Spannweite             | 10 m     |
| Höhe                   | ? m      |
| Flügelfläche           | 8,7 m²   |
| Flügelstreckung        | 11,5     |
| Gleitzahl              | ?        |
| Geringstes Sinken      | ?        |
| Leermasse              | 185 kg   |
| max. Startmasse        | ? kg     |
| Mindestgeschwindigkeit | 55 km/h  |
| Höchstgeschwindigkeit  | 130 km/h |